# 루카리오
| 번호: 448 | 타입: 격투 / 강철 | 진화전: 없음 | 진화후: 루카리오, 메가 루카리오 |

루카리오(Lucario, 일본어: ルカリオ 루카리오[*])는 포켓몬스터 시리즈에 나오는 포켓몬 중 하나이다.

## 특징
이집트의 수호신 아누비스를 모티브로 한 포켓몬이다. 모든 것의 기(파동)를 아는 능력이 있다. 파동을 사용하여 인간의 말을 이해할 수 있다.

## 게임에서의 루카리오
리오르를 낮에 진화시켜서 획득할 수 있다. 《포켓몬 고》에서는 10km 알에서만 획득이 가능하다. 2020년 포켓몬 공식 인기투표 전체포켓몬 중 2위를 차지하였다. 또한 《포켓몬 GO》에선 로켓단의 보스 비주기를 잡을 때 자주 사용된다.

## 애니메이션에서의 루카리오
2005년 이후, 「포켓몬스터 어드밴스 제너레이션」과 「포켓몬스터 다이아몬드&펄」의 오프닝에 등장한다. 또한 포켓몬스터W에서 지우의 리오르가 진화한다. 메가진화를 84화에 할 수 있게 된다.

## 영화에서의 루카리오
『뮤와 파동의 용사 루카리오』에서 아론의 포켓몬으로서 등장하였다. 파동을 사용하여, 스스로의 의사를 인간의 말로 번역해 전하는 것이 가능하다. 일인칭은 「나(私)」. 성우는 나미카와 다이스케, 전광주. 이전까지의 포켓몬 영화에서는 전설이나 환상의 포켓몬이 주역으로 등장하였으나, 후에 발매된 「포켓몬스터 다이아몬드·펄」에서는, 루카리오는 그러한 위치로 설정된 포켓몬은 아니었다.(풀숲 등에 있는 보통 포켓몬과는 달라, 이벤트로 밖에 입수할 수 없는 드문 포켓몬이지만) 최초로 전설이나 환상의 포켓몬이 아닌데도 영화의 주역을 장식했다.

## 메가진화
- X·Y에서 최초로 메가진화가 가능한 포켓몬이 되었다. 메가진화를 하면 신장이 0.1m 늘어나고, 특성이 적응력으로 바뀐다. 또한 포켓몬스터W에서 지우의 루카리오가 메가진화한다.

## 리오르
리오르(Riolu, 일본어: リオル 리오루[*])의 분류는 파문포켓몬이다.
하루밤 사이에 3개의 산과 2개의 골짜기를 뛰어넘는다. 리오르는 파동의 포켓몬이라 알려진 루카리오의 아기 포켓몬 형태이다. 리오르는 친밀도를 올릴수록 루카리오의 진화에 가까워진다. 리오르는 격투타입이다. 리오르는 친밀도가 높은 상태에서 낮에 레벨업하면 루카리오로 진화한다. 친밀도를 최상치로 찍으면 루카리오로 진화한다. 
《포켓몬스터 W》에서는 알에서 부화해서 지우의 포켓몬이 되어서 피카츄의 질투를 샀었다.

## 같이 보기
- 포켓몬 목록
- 4세대 포켓몬 목록